# Jean-Yves Souyave
 (septembre 2024).
Jean-Yves Souyave, né le 15 mai 1999,, est un coureur cycliste seychellois.

## Biographie
En 2019, Jean-Yves Souyave est sélectionné en équipe nationale pour participer aux championnats d'Afrique et aux Jeux des îles de l'océan Indien. Quatre ans plus tard, il devient champion des Seychelles sur route. Il conserve ce titre de champion national en 2024.

## Palmarès
- 2019
  - 3e du championnat des Seychelles sur route
- 2023
  -  Champion des Seychelles sur route
- 2024
  -  Champion des Seychelles sur route
  -  Champion des Seychelles du contre-la-montre
  - 3e du championnat des îles de l'Océan Indien sur route